# 諏訪峠
諏訪峠（すわとうげ）は、日本に複数ある峠名。下記をはじめ、全国各所にある。
- 諏訪峠 (新潟県・会津街道) - 新潟県東蒲原郡阿賀町にある旧会津街道の峠。本稿で述べる。
- 諏訪峠 (山形県) - 山形県西置賜郡飯豊町と同県東置賜郡川西町にかけての峠。
- 諏訪峠 (福島県) - 福島県郡山市と同県須賀川市にかけての峠。

諏訪峠（すわとうげ）は、新潟県東蒲原郡阿賀町にある峠。

## 概要
江戸時代、陸奥国会津若松と新発田を結ぶ越後街道（越後側からは"会津街道"と呼ばれていた）が経由していた。現在の越後街道（国道49号）は、阿賀野川沿いに新潟市までを結ぶため、当峠は経由しない。このほか、同様に現代の越後街道沿いを結ぶ交通路、磐越自動車道やJR東日本磐越西線も当峠を経由していない。
峠は阿賀町角島と同町行地の境界になっており、現在の阿賀町が成立する以前は、当時の津川町と三川村の境界であった。また、峠付近には一里塚が存在しているほか、石畳の道が存在している。加えて、現在阿賀町の阿賀野川沿いと新発田を結ぶ新潟県道14号新発田津川線は当峠を通らず、JR東日本磐越西線三川駅付近から北に向かう、新谷川に沿う経路になっている。